# Teunis Wilschut

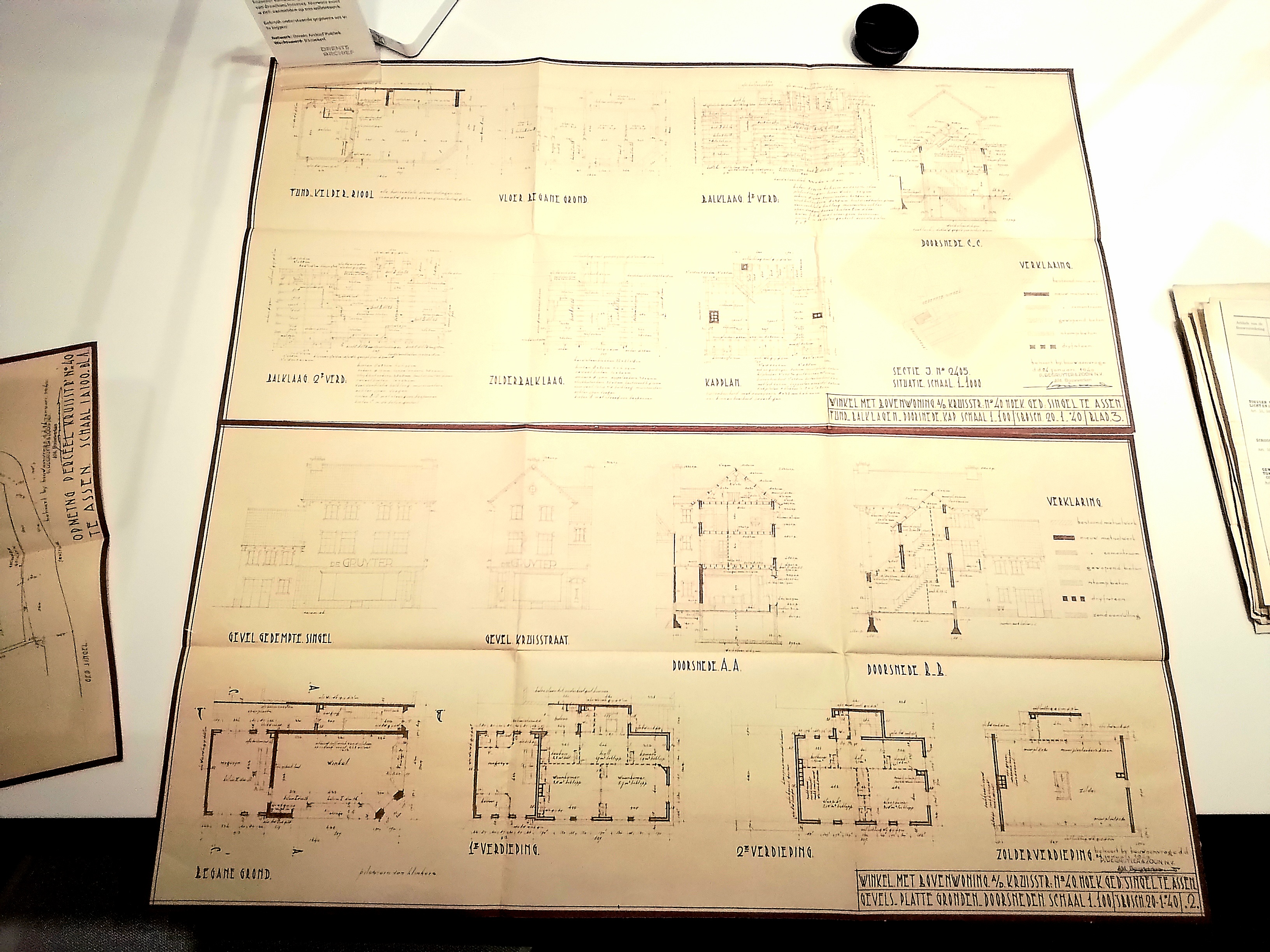
Bouwtekeningen van het filiaal van De Gruyter in Assen (1940) van de hand van Wilschut

Teunis Wilschut (Ridderkerk, 5 maart 1905 – 's-Hertogenbosch, 3 december 1961) was een Nederlandse architect.

## Leven en werk
Hij was zoon van smid Maarten Wilschut en Dana Annetje Elshout. Hijzelf trouwde in 1932 met Teuntje Hilda de Zeeuw.
Wilschut werd opgeleid aan de HTS in Rotterdam. In 1928 werd hij door de Bossche Firma De Gruyter aangesteld als de bouwkundige die de winkels van dit bedrijf moest ontwerpen en laten (ver)bouwen. Hij zou 33 jaar lang het hoofd zijn van de Afdeling Bouwwerken van De Gruyter, het eigen bouwbureau van het bedrijf, dat voor het hele land winkelpanden ontwierp. In die periode werden onder Wilschuts verantwoordelijkheid in heel Nederland ongeveer 300 winkels ge- en verbouwd, de meeste in de jaren veertig en vijftig. Ook de latere supermarkten en zelfbedieningswinkels van De Gruyter waren van Wilschuts hand. Zijn vroege ontwerpen voor de winkelketen sloten qua vormgeving aan bij de bedrijfspanden die waren ontworpen door zijn voorganger W.G. Welsing (1858-1942), die van 1906 tot 1925 huisarchitect van de firma was. Deze panden, die van buiten vooral opvielen door de kenmerkende blauwe tegels in hun puien, wortelden in een variant van de art deco. Later ontwikkelde Wilschut een eigen, meer zakelijke en strakkere stijl. Door hem ontworpen winkelpanden in Groningen, Tilburg en Ter Apel zijn aangewezen als rijksmonument en andere, eveneens door hem ontworpen, winkel- en fabriekspanden in Groningen, Weert en 's-Hertogenbosch als gemeentelijk monument. Het interieur van de winkelpanden stond vaak bekend om zijn prachtige tegeltableaus.
Hij werd begraven te Orthen (In het voormalige Protestantse gedeelte van deze Begraafplaats).

## Werken (selectie)
- 1931: Fabriekspand aan de Veemarktkade, 's Hertogenbosch[4] (gemeentelijk monument)
- 1931: Winkelpand met magazijn aan de Steentilstraat, Groningen[5](rijksmonument)
- 1931: Winkelpand aan de Astraat, Groningen[6](gemeentelijk monument)
- 1931: Verbouwing van een winkelpand aan de Hoofdstraat, Ter Apel[7] (rijksmonument)
- 1933: Winkelpand aan de Gasthuisring, Tilburg[8] (rijksmonument)
- 1933: Villa aan de Koningsweg, s 'Hertogenbosch[9] (gemeentelijk monument)
- 1935: Winkelpand aan de Korenmarkt, Weert[10] (gemeentelijk monument)
- 1937: Winkelpand aan de Haarlemmerdijk 63 in Amsterdam[11]
- 1940: Verbouwing van een winkelpand aan de Nieuwe Ebbingestraat, Groningen[12]
- 1940: Verbouwing van een winkelpand aan de J.C. Kapteynlaan, Groningen[13]
- 1940: Winkelpand met magazijn aan de Kruisstraat, Assen[14]
- 1949-1951: Winkelwoning aan de Broerstraat in Nijmegen[15]

## Afbeeldingen

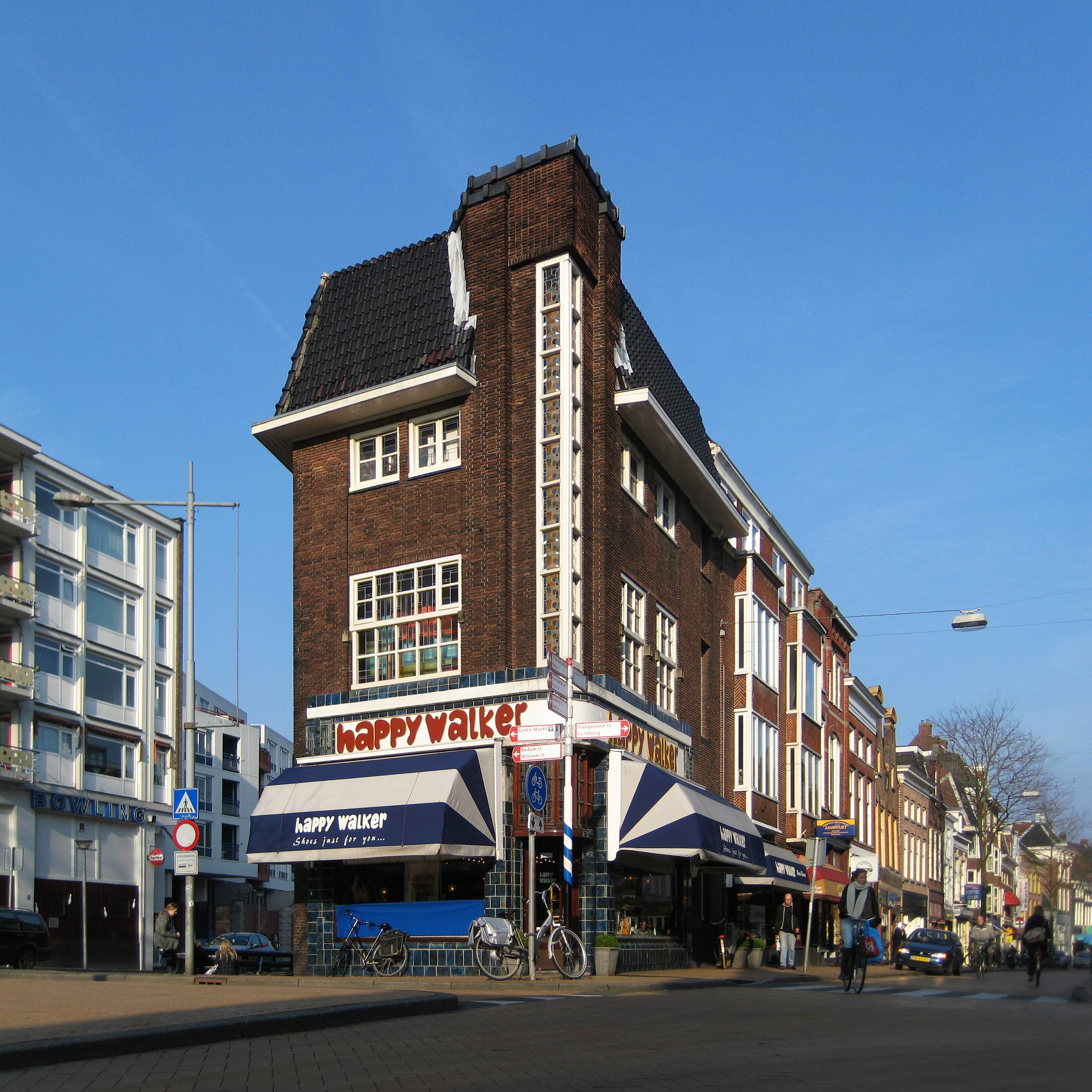
Filiaal aan de Steentilstraat (1931) in Groningen  (rijksmonument) (2011)
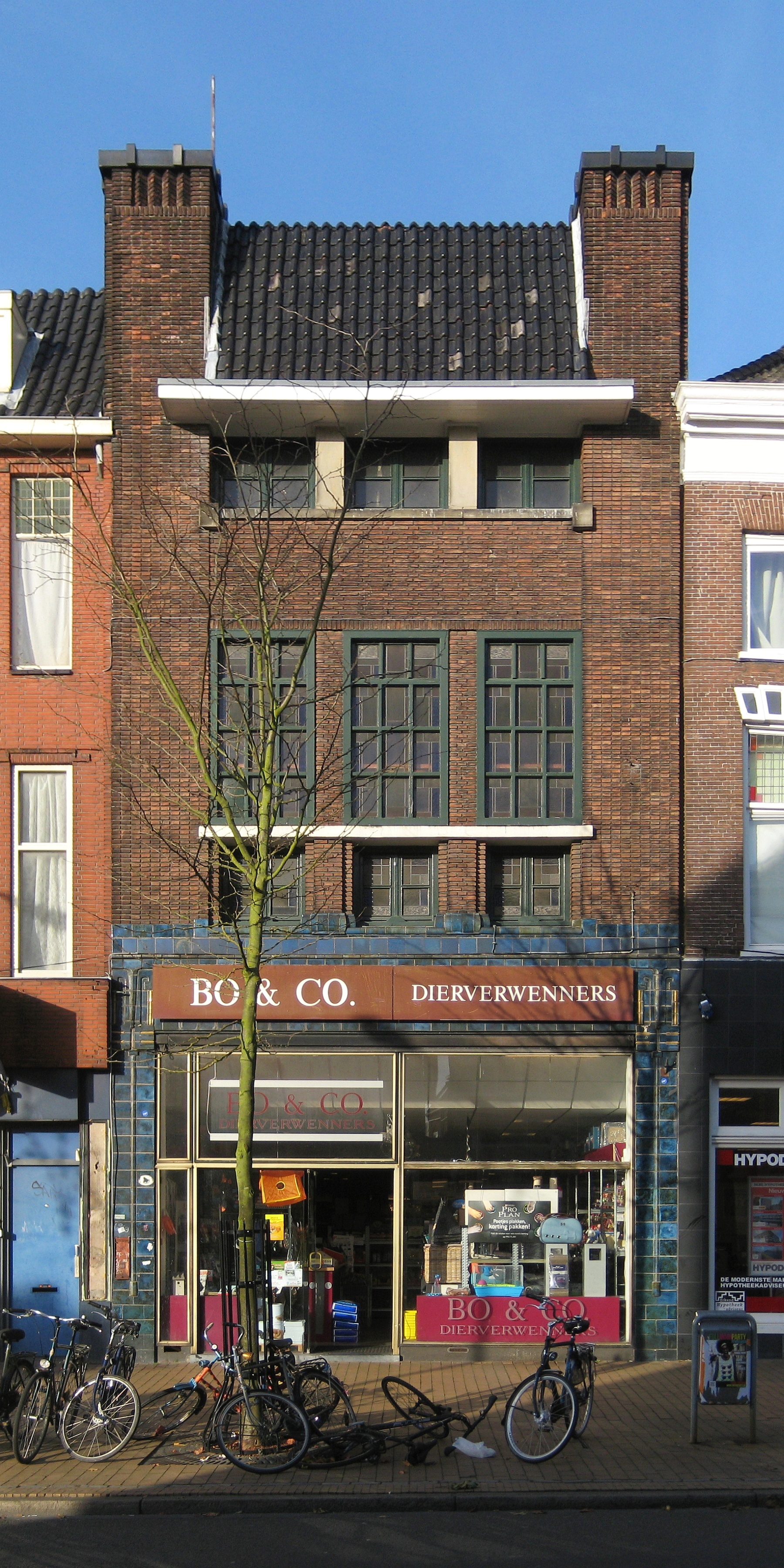
Filiaal aan de Astraat (1931) in Groningen (gemeentelijk monument) (2011}
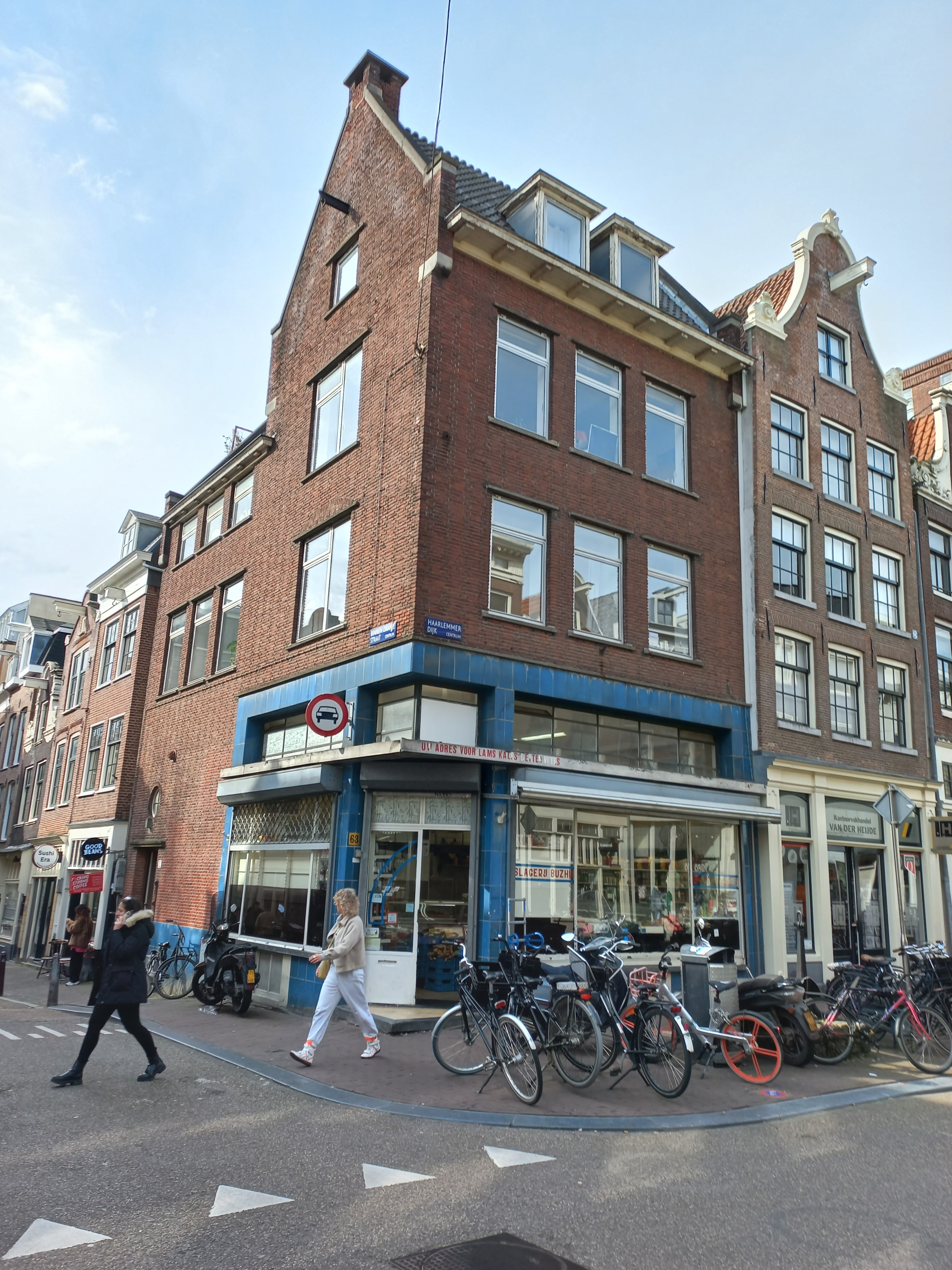
Filiaal aan de Haarlemmerdijk (1937) in Amsterdam (2023)
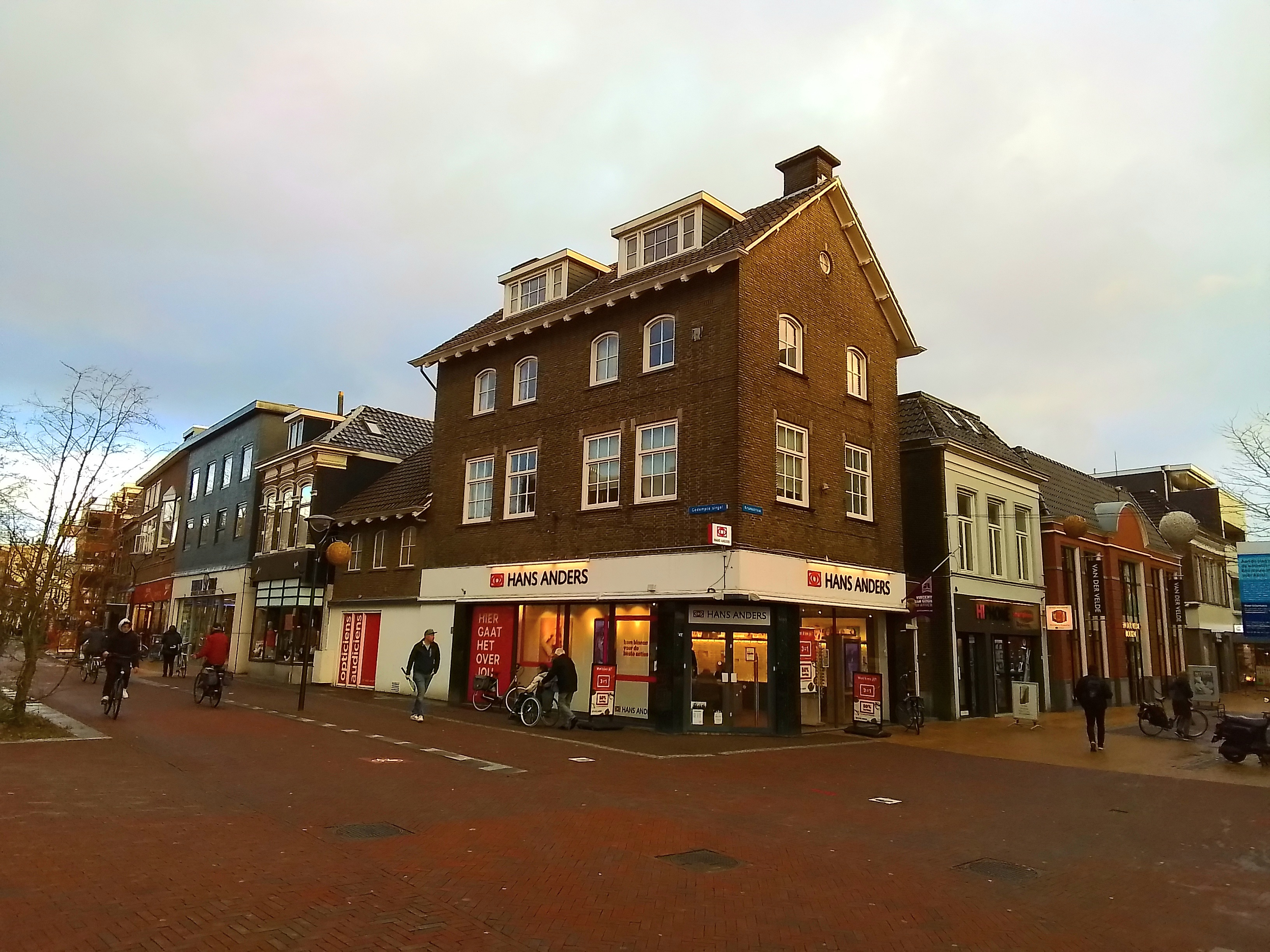
Filiaal aan de Kruisstraat (1940) in Assen (2023)
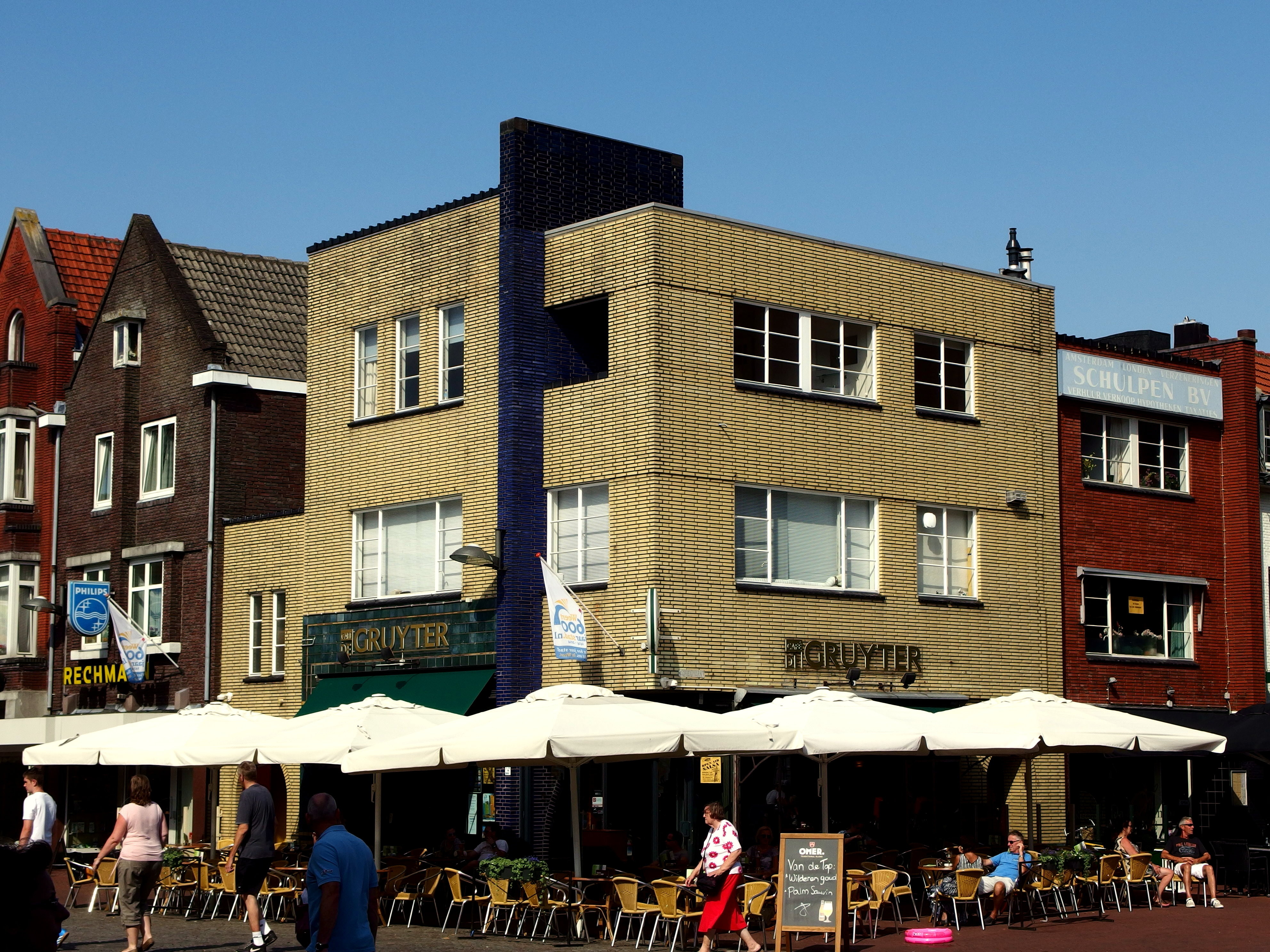
Filiaal aan de Korenmarkt (1934) in Weert (2014)
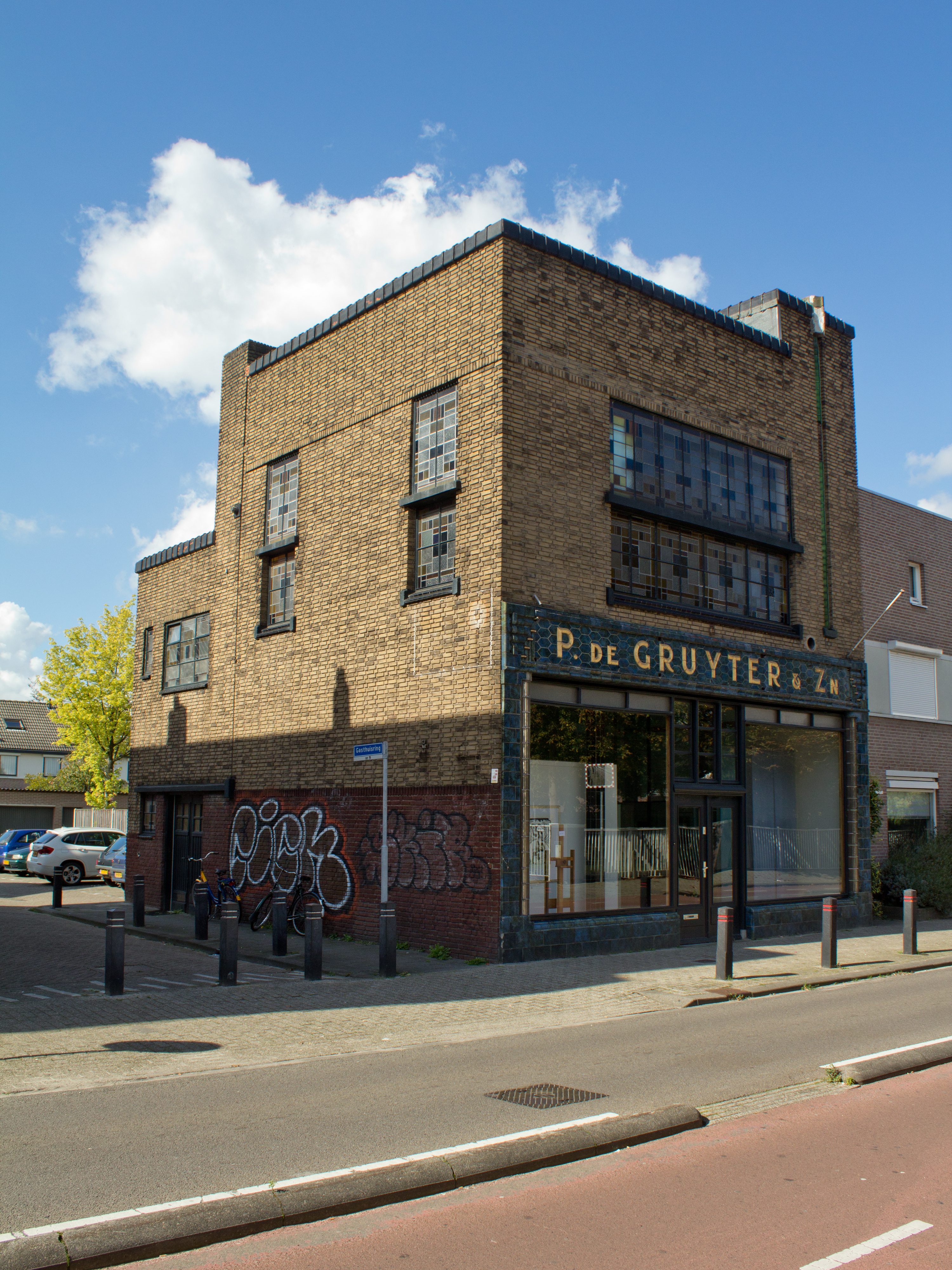
Filiaal aan de Gasthuisring (1933) in Tilburg (2015)
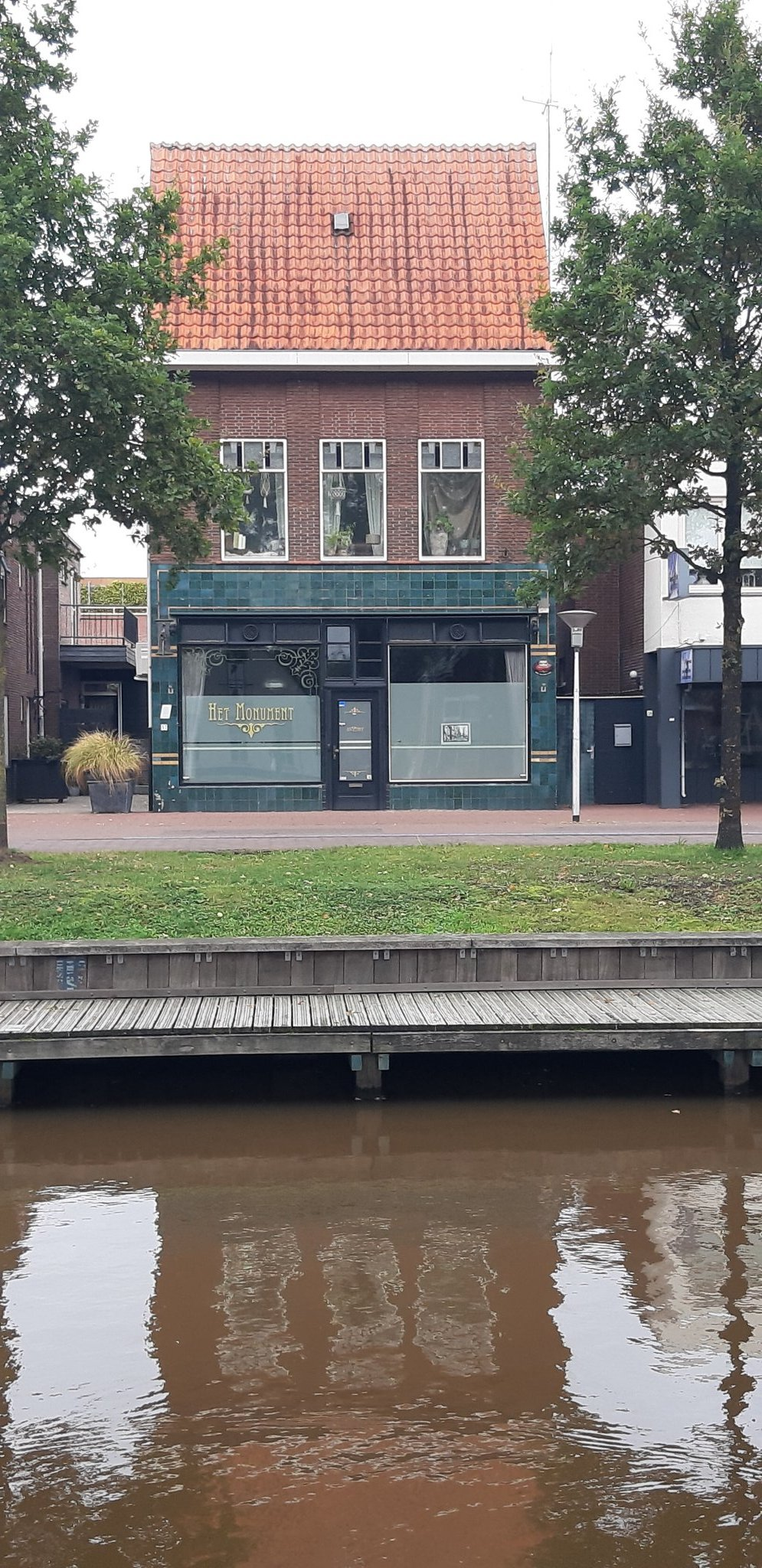
Filiaal aan de Hoofdstraat (1931) in Ter Apel (2021)
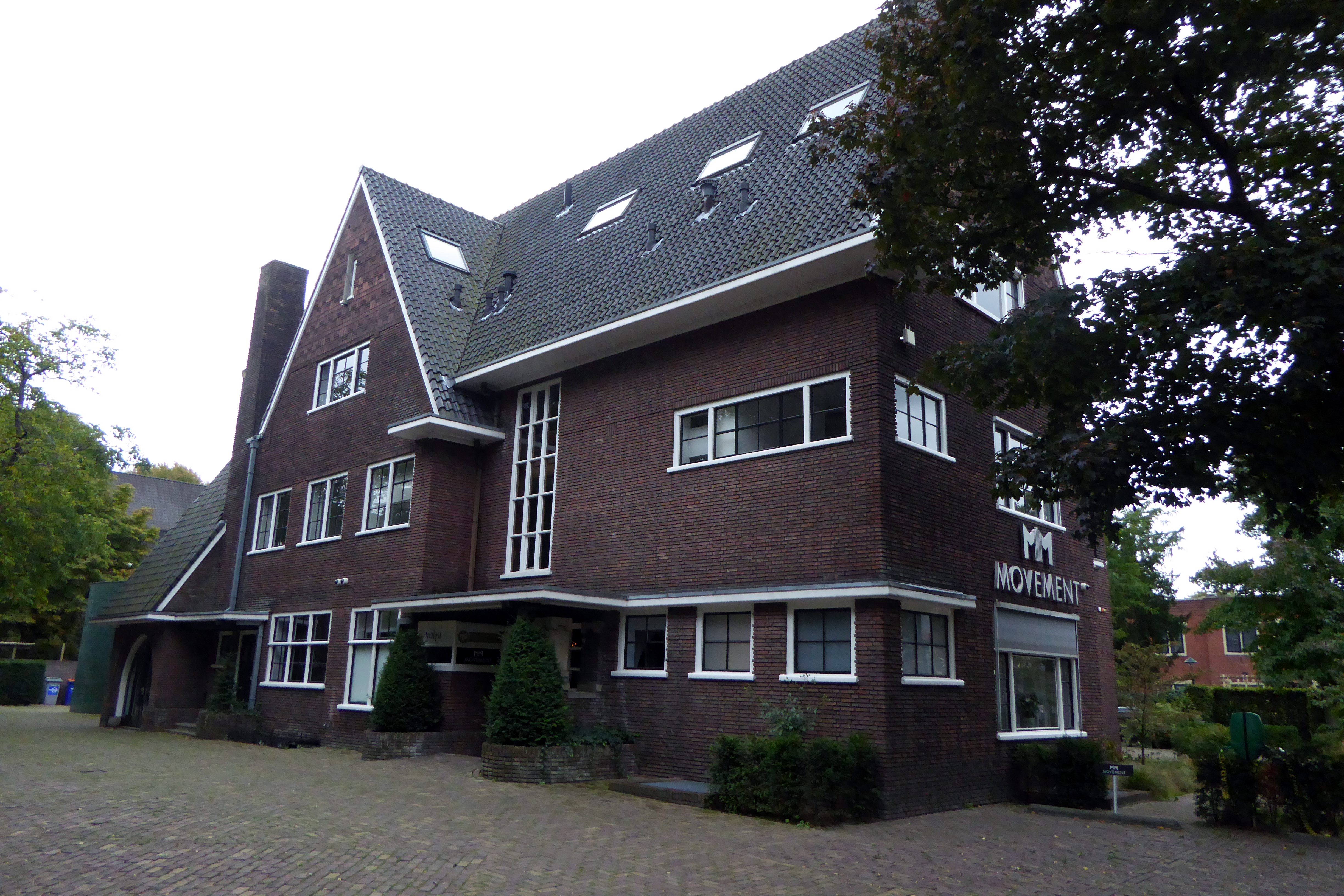
Villa, gebouwd voor dhr. de Gruyter aan de Koningsweg
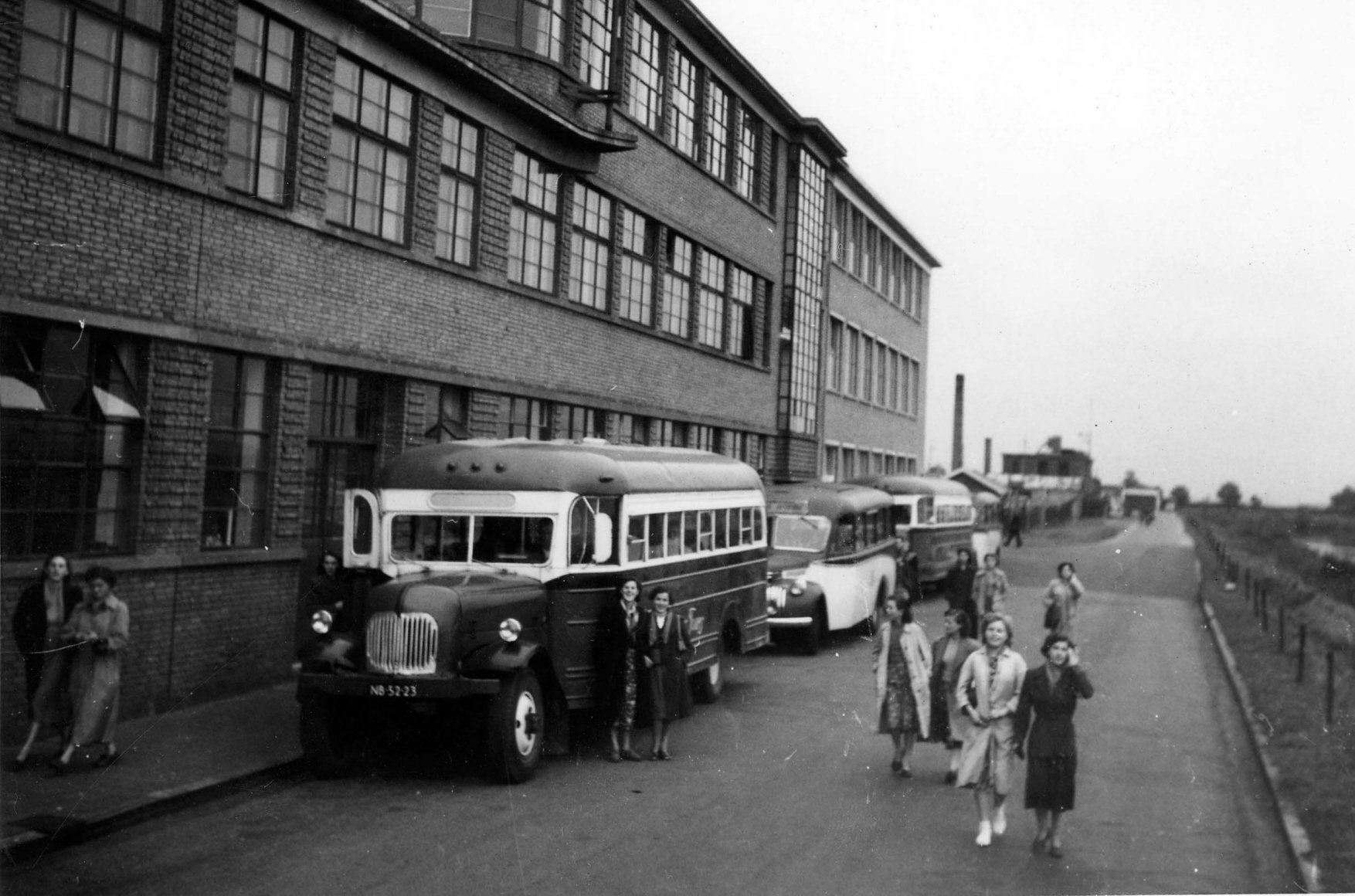
Fabriek II aan de Veemarktkade (1931) in 's-Hertogenbosch